# Öko-Test
Öko-Test (Eigenschreibweise ÖKO-TEST) ist ein deutschsprachiges Verbraucherschutzmedium. Seit 1985 untersucht und bewertet Öko-Test Produkte und Dienstleistungen und veröffentlicht die Ergebnisse monatlich im ÖKO-TEST Magazin, in weiteren Sonderveröffentlichungen sowie in digitalen Publikationen auf der Website.

## Profil
Umweltschutz und vorbeugender Verbraucherschutz sind die Grundprinzipien der Arbeit von Öko-Test. Bei der Bewertung von Produkten stehen die Aspekte Gesundheit, Nachhaltigkeit sowie Umwelt- und Sozialverträglichkeit im Vordergrund.

## Verlagsstruktur
Die Redaktion und der Vertrieb von ÖKO-TEST arbeiten unabhängig voneinander und sind gesellschaftsrechtlich getrennt. Die ÖKO-TEST Verlag GmbH & Co. KG führt die Tests durch und veröffentlicht sie. Daneben verwaltet die ÖKO-TEST AG als Muttergesellschaft die Abteilungen Anzeigenvertrieb sowie Labelverwaltung und -vertrieb.
Hauptaktionärin der ÖKO-TEST AG ist die Deutsche Druck- und Verlagsgesellschaft mbH (ddvg) – eine 100 % Beteiligung der Sozialdemokratischen Partei Deutschlands (SPD). Die ddvg hält direkt oder über ihre Tochtergesellschaft Green Lifestyle GmbH (GLG) einen Aktienanteil von rund 80,4 %. Der Rest befindet sich im Streubesitz von rund 640 Kleinaktionären.

## Auflage
Die verkaufte Auflage des monatlichen ÖKO-TEST-Magazins beträgt laut IVW 1/2024 118.317 Exemplare. Die Reichweite wird mit 0,96 Millionen Lesern pro Ausgabe (b4p 2023/I) sowie 2,16 Millionen Online-Nutzern pro Monat angegeben.

## Testarbeit
Öko-Test testete in 40 Jahren über 100.000 Produkte und Dienstleistungen. Es werden sämtliche Endverbraucherprodukte und -dienstleistungen geprüft, wie z. B. Puppen, Beißringe, Mineralwasser, Butter, Kleidung, Waschmittel, Wandmalfarbe, Shampoo, Hautcreme oder Katzenfutter. Schwerpunkt bei den Tests liegt auf Lebensmitteln, Kosmetik und Dingen des täglichen Bedarfs.
Testeinkäufer von Öko-Test kaufen die Testprodukte anonym im Handel ein. Das Unternehmen betreibt selbst keine eigenen Labore, sondern arbeitet mit akkreditierten Prüfinstituten in ganz Deutschland zusammen.
Öko-Test bestimmt, nach welchen Schadstoffen, Inhaltsstoffen oder Wirksamkeiten die Labore suchen. Die Testkriterien werden entsprechend neuester wissenschaftlicher Erkenntnisse immer weiter angepasst.
Die Testergebnisse der Labors werden von der Redaktion bewertet. Hersteller kritisieren dabei oft, dass Öko-Test weitaus strenger ist als der Gesetzgeber. Auch Produkte, die gesetzliche Vorgaben einhalten, können mit dem Testurteil „ungenügend“ abschneiden. Öko-Test hält dagegen, dass die gesetzlichen Grenzwerte oft zu lasch seien oder dass sie gänzlich fehlen würden. Zudem wertet Öko-Test auch Stoffe ab, wenn es nicht tatsächlich erwiesen ist, dass sie für die menschliche Gesundheit bzw. für die Umwelt unbedenklich sind.
Seit Dezember 2010 berücksichtigt Öko-Test von Fall zu Fall in den Testberichten auch die sogenannte Corporate Social Responsibility (CSR), also die Frage, inwieweit ein Unternehmen bei der Produktion seiner gesellschaftlichen Verantwortung und dem Gesichtspunkt der Nachhaltigkeit gerecht wird. Untersucht wird dabei einerseits, inwieweit Unternehmen sich ihrer diesbezüglichen Verantwortung verpflichtet fühlen, andererseits, welchen Aufwand sie hierzu betreiben. Inzwischen fließen die CSR-Ergebnisse in das Gesamturteil ein. So sollen Unternehmen gezwungen werden, sich mit dem Thema auseinanderzusetzen.

## Geschichte

### 1983–1985: Das Berliner VorläuferunternehmenNeugier-Verlag GmbH
Vorläufer des Öko-Test-Magazins war die Neugier – Illustrierte Zeitschrift mit Öko-Test, die bereits im April/Mai 1983 in der gleichnamigen Neugier-Verlag GmbH (Berlin) erschienen ist. Gründer und Herausgeber war der Wirtschaftsjournalist Jürgen Räuschel (1936–2005). 

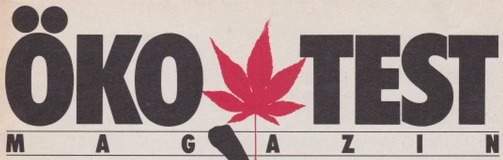
Das ÖKO-Test-Logo auf dem Beteiligungsprospekt von 1983

### 1985–2000: Gründungs- und Aufbauphase derÖKO-TEST Verlag GmbH & Co KG
Aus dem Neugier-Verlag entstand die ÖKO-TEST Verlag GmbH & Co. KG Betriebsgesellschaft.
Alleiniger Geschäftsführer war in der Gründungs- und Anfangszeit Jürgen Räuschel. Ab Januar 1985 arbeitete dann in Räumen in Frankfurt-Sachsenhausen die erste Redaktion.
Am 17. November 1988 wurde eine dreiköpfige Chefredaktion gewählt, der Regina Sauer, Fritz Arndt und Jürgen Stellpflug angehörten. Nachdem zunächst Regine Sauer und im Januar 1990 auch Fritz Arndt die Chefredaktion verlassen hatten, verblieb Jürgen Stellpflug als alleiniger Chefredakteur.
Mit dem Rekurs auf die alte DM hatte Jürgen Räuschel den journalistischen Leitgedanken für das ÖKO-TEST-Magazin vorgegeben, der den Anspruch beinhaltete, eine Zeitschrift für den praktischen Alltag von Menschen zu machen, die Wege suchen, einer zunehmenden Vergiftung unserer unmittelbaren Lebensbedingungen entgegenzuwirken. Dieser Anspruch sollte nicht durch eine bloße Berichterstattung über Umweltskandale eingelöst werden, sondern durch harte Fakten in Form von Tests. Seither werden monatlich Tests unter dem Namen Öko-Test veröffentlicht.

### 2000–2018: Gründung derÖKO-TEST AG
Als im Jahr 2000 die Auflage sank, stand der Verlag kurz vor der Pleite. Stellpflug wurde Geschäftsführer und wandelte die GmbH & Co. KG in eine Aktiengesellschaft um. Sukzessive wurde die Zahl der Tests erhöht, die Auflagenzahlen stiegen.
Mit dem Einstieg der Deutschen Druck- und Verlagsgesellschaft (DDVG), der Medienholding der SPD, die 2002 die Mehrheit am „Öko-Test“-Verlag übernahm, kam der Verlag endgültig auf sichere Standbeine. Am 20. Oktober 2004 erfolgte in Frankfurt die Gründung der ÖKO-TEST HOLDING AG mit Sitz in Frankfurt und einem Grundkapital von 5.112.900 €. Als Vorstand wurden der langjährige Chefredakteur Jürgen Stellpflug und Kerstin Thomberg, Beteiligungsmanagerin bei der DDVG, bestimmt.

### 2018–2023 Strukturveränderungen
Ende 2017/Anfang 2018 kam es zu internen Meinungsverschiedenheiten über die China-Strategie und die Digitalisierung mit den Gesellschaftern der GLG Green Lifestyle GmbH. Jürgen Stellpflug wurde von seinen Ämtern als Geschäftsführer und Chefredakteur entbunden und auch sein Mitgeschäftsführer Patrick Junker wurde entlassen. Zum neuen, kommissarischen Chefredakteur wurde der bisherige Redaktionsleiter Mirko Kaiser ernannt. Hans Oppermann wurde zum neuen Vorsitzenden der Geschäftsführung und zum Vorstand des Verlagshauses ernannt, später zum Chefredakteur.
Im Januar 2022 wurde schließlich die bisherige Öko-Test AG mit Sitz in Frankfurt am Main zur Trennung von Redaktion und Anzeigengeschäft in zwei Gesellschaften überführt: die Öko-Test Verlag GmbH & Co. KG und die Öko-Test AG. Vorstand der AG wurde Serge Schäfers, Geschäftsführerin der GmbH und Chefredakteurin der Öko-Test-Publikationen wurde Kerstin Scheidecker. Im Jahr 2020 hatte die AG 48 Mitarbeiter, ihr Umsatz betrug 2014 rund 11 Millionen Euro.
Das Aktienkapital der Öko-Test AG betrug 2022 nach eigenen Angaben etwas über 5 Millionen Euro.

### 2024 Buchveröffentlichung und Digitalisierung
Im Februar 2024 veröffentlichte Öko-Test im Campus-Verlag das Buch „Gibt’s das auch in Grün? Tricks der Industrie durchschauen, nachhaltig einkaufen“. Gestützt auf vergangene Tests enthüllen die Öko-Test-Redakteurinnen Kerstin Scheidecker und Katja Tölle in dem Ratgeber die Greenwashing-Maschen der Industrie und geben Verbraucherinnen und Verbrauchern Tipps für nachhaltiges, faires und umweltfreundliches Einkaufen.
Neben dem stabilen Print-Geschäft des Magazins richtet Öko-Test sein Hauptaugenmerk auf den Ausbau des Digitalgeschäfts. Auf der Öko-Test-Website können Testergebnisse und Artikel gegen Entgelt, teilweise auch kostenlos, abgerufen werden. Bianca Puff wird Geschäftsführerin der ÖKO-TEST Verlag GmbH & CO.KG. Sie teilt sich gemeinsam mit Cordula Posdorf die Chefredaktion.

## Chefredaktion
- 1985: Jürgen Räuschel
- 1986–1989: –
- 1989–2018: Jürgen Stellpflug (bis 1/1990 zunächst zusammen mit Fritz Arndt)
- 2018–2019: Mirko Kaiser[18]
- 2019–2021: Hans Oppermann[19][20]
- 2021–2024: Kerstin Scheidecker[21]
- 2024: Bianca Puff, Cordula Posdorf

## Kritik

### Rechtliche/Gerichtliche Auseinandersetzungen
Im Durchschnitt wird gegen „Öko-Test“ pro veröffentlichter Ausgabe einmal prozessiert. Für Prozesskosten werden pro Jahr daher mindestens 250 000 Euro einkalkuliert. Nachdem 1988 Öko-Test einmal einen Prozess um Testergebnisse endgültig verloren hatte, versuchten Hersteller verstärkt, Tests gerichtlich verbieten zu lassen. In der Ausgabe April 2004 zum 25-jährigen Jubiläum hieß es: Weit über hundert Prozesse hat Öko-Test in den vergangenen 25 Jahren gewonnen. Auch den um Zucker in Bionade und den um hochgiftige zinnorganische Verbindungen im Goleo, dem Maskottchen der Fußballweltmeisterschaft 2006.

### Gescheiterte China-Expansion
2015 startete die SPD-Medienholding Deutsche Druck- und Verlagsgesellschaft in China das erste unabhängige Verbraucherportal okoer.com. Dabei sollte das deutsche Öko-Test-Magazin seine Erfahrungen mit ökologischen Produkttests einbringen und die chinesischen Produkte in Deutschland testen. Die Hoffnungen erfüllten sich nicht, Öko-Test soll einen Millionenbetrag verloren haben. Die Staatsanwaltschaft Frankfurt ermittelte wegen Verdachts der Untreue in dieser Sache, ihre Ermittlungen wurden jedoch eingestellt.

### Falsche Auflagenzahlen bei Sonderheften
2019 wurde im Zuge der Untersuchungen zum gescheiterten China-Geschäft ein interner Prüfbericht eines eigenen Rechtsanwalts bekannt. Demnach soll Öko-Test über Jahre hinweg falsche Auflagenzahlen seiner Sonderhefte angegeben haben, um höhere Preise bei den Anzeigenkunden verlangen zu können. Auch hier wurden die Ermittlungen der Staatsanwaltschaft inzwischen eingestellt.

### Vermarktung des Labels
Das ÖKO-TEST-Label wird von der ÖKO-TEST AG lizenziert, wodurch Herstellern getesteter Produkte ermöglicht wird, mit dem Testergebnis auf ihren Produkten zu werben. Bei dem Label handelt es sich um eine bekannte Marke, was auch durch die Rechtsprechung von BGH und EuGH bestätigt wurde. Kritik an der Lizenzierung durch ÖKO-TEST-Labels übt der ehemalige Chefredakteur Jürgen Stellpflug auf dem Portal Testwatch. Laut Stellpflug hätte der Verlag ohne diese Einnahmen über Labels allein 2022 über 2,2 Mio. Euro Verlust erlitten. Öko-Test habe durch die benötigten Einnahmen aus dem Labelverkauf ein erhebliches eigenes wirtschaftliches Interesse an möglichst vielen positiven Testergebnissen und gefährde dadurch seinen Status als neutraler Testanbieter.

### Testkriterien und Transparenz
2019 äußerte Katharina Riehn von der Hochschule für Angewandte Wissenschaften Hamburg, oft seien etwa die Kriterien für Verbraucher nicht einfach zu durchschauen. Der ehemalige Oko-Test-Chefredakteur Jürgen Stellpflug bemängelt über Testwatch nicht nur Fehler, sondern auch willkürliche und indiskutable Bewertungen und Fake-Tests.

### Fehler
In der Märzausgabe 2019 räumte Öko-Test einen Fehler im Test von Mascara ein, der einen Monat zuvor erschienen war: „Widerruf. In unserer Ausgabe 02/2019 vom 31. Januar 2019 in dem Test Mascara „Gut Getuscht“ auf den Seiten 64 bis 69 haben wir geschrieben, dass auf der Verpackung der Douglas Volume Obsession Volumising Mascara die Liste der Inhaltsstoffe nicht angegeben sei. Diese Behauptung nehmen wir hiermit als unzutreffend zurück.“
Auch die Ausgabe September 2023 wurde von Öko-Test aus dem Verkauf genommen, weil darin ein Fischstäbchen von Followfood falsch bewertet wurde. Dazu heißt es in der November-Ausgabe: „Wir hatten in unserer Septemberausgabe Fischstäbchen getestet. Darunter auch die Followfood 10 Kabeljau-Fischstäbchen. Wie sich herausstellte, haben wir für deren Bewertung einen falschen Kabeljau-Fischbestand zugrunde gelegt. Der Anbieter Followfood stellte einen Antrag auf Erlass einer einstweiligen Verfügung. Wir haben uns mittlerweile außergerichtlich mit Followfood auf eine Unterlassungserklärung geeinigt und ziehen die Bewertung des betreffenden Produktes zurück.“ Laut des Online-Portals Testwatch gäbe es weitere Fehler, unter anderem in den Tests zu Öko-Strom der Jahre 2021 und 2022. Von Testwatch auf Fehler im Test zu Kakaopulver (Mai 2023) aufmerksam gemacht, wurden diese berichtigt.